# Treinta y siete
El treinta y siete (37) es el número natural que sigue al treinta y seis y precede al treinta y ocho.

## Matemáticas
- Es el 12.º número primo, después de treinta y uno y antes de cuarenta y uno. También es un primo permutable con 73 (que es el 21.º número primo).
- Es el 11.º número primo de la suerte.
- Es el 1.º número primo irregular.
- Es un número primo pitagórico.
- Número primo fuerte.
- Es un término de la sucesión de Padovan.
- Es el 3.º número primo cubano de la forma:

{\displaystyle p={\frac {x^{3}-y^{3}}{x-y}}\qquad \left(x=y+1\right).}
- Es un factor de todos los números repdigit de 3 cifras en base 10.
- Un número de Størmer.
- Forma un triplete de números primos sexys (31, 37, 43).
- Es un primo de la forma 4κ +1
- 37 = 62 + 12
- Su asociado en el anillo ℤ de los enteros es -37[1]
- Es el ángulo más pequeño de un triángulo rectángulo 3-4-5

Divisibilidad
- Para ver si un número natural ν es divisible por 37, se aplica lo que sigue: dado ν = αβγδ ..., donde α, β, γ,  δ  son bloques de tres dígitos,  α pudiera tener 2 cifras. Se efectúa α-β-γ-δ ... si la resta es múltiplo de 37, ν también lo es.

Ejemplo: ν = 703 444 481 518, de izquierda a derecha α= 703, β= 444, γ= 481, δ = 518. La resta reiterada: 703-444-481-518 =-740. Por tanto ν es divisible por 37.
Entero gaussiano
- 37 puede descomponerse como 37 = (6+i)×(6-i) = (1+6i)×(1-6i); de modo que no es primo gaussiano.
- En el anillo de los enteros gaussianos sus asociados son: -37, 37i, -37i.

## Ciencia
- 37 es el número atómico del rubidio.
- La temperatura normal del cuerpo humano es aproximadamente 37  grados Celsius.
- Objeto de Messier M37 es el cúmulo abierto más rico en la constelación Auriga.
- Kepler-37b es un exoplaneta que orbita la estrella Kepler-37 en la constelación de Lyra.